# Eliotia kazuyai
Eliotia kazuyai is een vlinder uit de familie van de Lycaenidae. De wetenschappelijke naam van de soort is voor het eerst geldig gepubliceerd in 1979 door Hayashi.